# Una voce per Padre Pio
Una voce per Padre Pio è un concerto benefico che si svolge ogni anno a partire dal 2000 tra i mesi di giugno e luglio in Piazza della Santissima Annunziata a Pietrelcina, in provincia di Benevento. L'evento, nato da un'idea di Enzo Palumbo e organizzato dalla Onlus "Una Voce per Padre Pio", viene trasmesso su Rai 1 in prima serata.

## Il programma
Gli ospiti che prendono parte all'evento (cantanti, attori, politici, figli spirituali ecc.) sono selezionati tra coloro che si dimostrano più legati alla figura del santo. Nel corso dello special si realizzano collegamenti con il borgo antico del paese, testimone di grandi avvenimenti legati alla nascita, alla fanciullezza ed alla giovinezza di Francesco Forgione, il futuro Pio da Pietrelcina. La serata evento è trasmessa in diretta prima serata su Rai 1 ed in differita su Rai Italia, ottenendo buoni ascolti sia sul territorio nazionale che su quello internazionale. Al progetto televisivo è legata una campagna di raccolta fondi a favore dei paesi del terzo mondo, interamente gestita dall'Associazione Una voce per Padre Pio Onlus, con sede in Italia, Costa d'Avorio, Togo, Canada.
Le prime cinque edizioni dell'evento si sono svolte presso il Santuario di Padre Pio a San Giovanni Rotondo, in provincia di Foggia. La prima edizione dell'evento venne tenuta a battesimo da Tiberio Timperi, al quale l'anno successivo subentrò Pippo Baudo. Dalla terza edizione la conduzione è affidata a Massimo Giletti, volto storico della trasmissione, padrone di casa per ben 14 edizioni consecutive. Successivamente il programma è stato condotto da Alessandro Greco, nuovamente da Tiberio Timperi, da Flavio Insinna ed è attualmente presentato Mara Venier. Nel 2005, a partire dalla sesta edizione, il concerto si svolge in Piazza della Santissima Annunziata, a Pietrelcina, in provincia di Benevento.
Nel 2017 l'evento è stato trasmesso dall'interno della Chiesa di Padre Pio "Piana Romana" poco fuori dal paese. Nel 2018 il programma è andato in onda eccezionalmente in seconda serata, mentre dall'edizione 2019 la serata è tornata a essere trasmettere nella fascia del prime time. In entrambe queste edizioni la location scelta è il sagrato della Chiesa della Sacra Famiglia. Nel 2020 a causa delle misure restrittive per l'emergenza Covid-19, la serata per la prima volta viene realizzata a Roma presso gli studi della Rai. Nel 2021 la trasmissione è tornata in onda da Pietrelcina con la conduzione di Mara Venier. Essa è stata organizzata presso uno dei tanti parchi del paese, mentre dal 2022 torna ad essere trasmesso dalla piazza centrale della cittadina.

## Edizioni
| Edizione | Messa in onda     | Conduzione       | Co-conduzione       | Co-conduzione       | Sede                 |
| -------- | ----------------- | ---------------- | ------------------- | ------------------- | -------------------- |
| 1ª       | 20 settembre 2000 | Tiberio Timperi  | Paola Saluzzi       | Katia Ricciarelli   | San Giovanni Rotondo |
| 2ª       | 20 settembre 2001 | Pippo Baudo      | Non presente        | Non presente        | San Giovanni Rotondo |
| 3ª       | 20 settembre 2002 | Massimo Giletti  | Ilaria Moscato      | Ilaria Moscato      | San Giovanni Rotondo |
| 4ª       | 23 dicembre 2003  | Massimo Giletti  | Ilaria Moscato      | Ilaria Moscato      | San Giovanni Rotondo |
| 5ª       | 8 luglio 2004     | Massimo Giletti  | Ilaria Moscato      | Ilaria Moscato      | San Giovanni Rotondo |
| 6ª       | 13 luglio 2005    | Massimo Giletti  | Jo Champa           | Jo Champa           | Pietrelcina          |
| 7ª       | 19 luglio 2006    | Massimo Giletti  | Tosca D'Aquino      | Tosca D'Aquino      | Pietrelcina          |
| 8ª       | 12 giugno 2007    | Massimo Giletti  | Tosca D'Aquino      | Tosca D'Aquino      | Pietrelcina          |
| 9ª       | 18 luglio 2008    | Massimo Giletti  | Tosca D'Aquino      | Tosca D'Aquino      | Pietrelcina          |
| 10ª      | 26 giugno 2009    | Massimo Giletti  | Tosca D'Aquino      | Tosca D'Aquino      | Pietrelcina          |
| 11ª      | 20 giugno 2010    | Massimo Giletti  | Alessandra Barzaghi | Emanuele Filiberto  | Pietrelcina          |
| 12ª      | 20 giugno 2011    | Massimo Giletti  | Sonia Grey          | Sonia Grey          | Pietrelcina          |
| 13ª      | 9 luglio 2012     | Massimo Giletti  | Serena Autieri      | Serena Autieri      | Pietrelcina          |
| 14ª      | 28 giugno 2013    | Massimo Giletti  | Maddalena Corvaglia | Maddalena Corvaglia | Pietrelcina          |
| 15ª      | 27 giugno 2014    | Massimo Giletti  | Maddalena Corvaglia | Maddalena Corvaglia | Pietrelcina          |
| 16ª      | 27 giugno 2015    | Massimo Giletti  | Daniela Ferolla     | Daniela Ferolla     | Pietrelcina          |
| 17ª      | 23 luglio 2016    | Alessandro Greco | Gigi D'Alessio      | Gigi D'Alessio      | Pietrelcina          |
| 18ª      | 8 luglio 2017     | Alessandro Greco | Lorena Bianchetti   | Lorena Bianchetti   | Pietrelcina          |
| 19ª      | 9 luglio 2018     | Tiberio Timperi  | Non presente        | Non presente        | Pietrelcina          |
| 20ª      | 5 luglio 2019     | Flavio Insinna   | Non presente        | Non presente        | Pietrelcina          |
| 21ª      | 11 luglio 2020    | Flavio Insinna   | Nino Frassica       | Nathalie Guetta     | Roma                 |
| 22ª      | 4 luglio 2021     | Mara Venier      | Non presente        | Non presente        | Pietrelcina          |
| 23ª      | 25 giugno 2022    | Mara Venier      | Non presente        | Non presente        | Pietrelcina          |
| 24ª      | 9 giugno 2023     | Mara Venier      | Non presente        | Non presente        | Pietrelcina          |
| 25ª      | 3 luglio 2024     | Mara Venier      | Non presente        | Non presente        | Pietrelcina          |
| 26ª      | 28 giugno 2025    | Mara Venier      | Non presente        | Non presente        | Pietrelcina          |

## Audience
| Edizioni | Anno | Rete  | Collocazione   | Programmazione | Programmazione | Programmazione | Programmazione | Programmazione | Programmazione | Programmazione | Telespettatori | Share  |
| Edizioni | Anno | Rete  | Collocazione   | L              | M              | M              | G              | V              | S              | D              | Telespettatori | Share  |
| -------- | ---- | ----- | -------------- | -------------- | -------------- | -------------- | -------------- | -------------- | -------------- | -------------- | -------------- | ------ |
| 1ª       | 2000 | Rai 1 | prima serata   |                |                |                |                |                |                |                | 2 900 000      | 19,47% |
| 2ª       | 2001 | Rai 1 | prima serata   |                |                | 6 200 000      | 26,12%         |                |                |                |                |        |
| 3ª       | 2002 | Rai 1 | prima serata   |                |                | 4 200 000      | 21,12%         |                |                |                |                |        |
| 4ª       | 2003 | Rai 1 | prima serata   |                |                | 2 200 000      | 18,12%         |                |                |                |                |        |
| 5ª       | 2004 | Rai 1 | prima serata   |                |                | 5 200 000      | 24,12%         |                |                |                |                |        |
| 6ª       | 2005 | Rai 1 | prima serata   |                |                | 4 800 000      | 22,35%         |                |                |                |                |        |
| 7ª       | 2006 | Rai 1 | prima serata   | 4 302 000      | 21,04%         |                |                |                |                |                |                |        |
| 8ª       | 2007 | Rai 1 | prima serata   |                |                | 4 606 000      | 21,14%         |                |                |                |                |        |
| 9ª       | 2008 | Rai 1 | prima serata   |                |                | 3 215 000      | 18,94%         |                |                |                |                |        |
| 10ª      | 2009 | Rai 1 | prima serata   | 3 928 000      | 21,53%         |                |                |                |                |                |                |        |
| 11ª      | 2010 | Rai 1 | prima serata   |                |                | 4 494 000      | 21,08%         |                |                |                |                |        |
| 12ª      | 2011 | Rai 1 | prima serata   |                |                | 4 124 000      | 15,98%         |                |                |                |                |        |
| 13ª      | 2012 | Rai 1 | prima serata   | 3 419 000      | 17,24%         |                |                |                |                |                |                |        |
| 14ª      | 2013 | Rai 1 | prima serata   |                |                | 3 522 000      | 17,76%         |                |                |                |                |        |
| 15ª      | 2014 | Rai 1 | prima serata   | 3 156 000      | 16,11%         |                |                |                |                |                |                |        |
| 16ª      | 2015 | Rai 1 | prima serata   |                |                | 2 799 000      | 17,50%         |                |                |                |                |        |
| 17ª      | 2016 | Rai 1 | prima serata   | 2 137 000      | 14,54%         |                |                |                |                |                |                |        |
| 18ª      | 2017 | Rai 1 | prima serata   | 1 578 000      | 12,13%         |                |                |                |                |                |                |        |
| 19ª      | 2018 | Rai 1 | seconda serata |                |                | 577 000        | 6,40%          |                |                |                |                |        |
| 20ª      | 2019 | Rai 1 | prima serata   |                |                | 2 006 000      | 13,30%         |                |                |                |                |        |
| 21ª      | 2020 | Rai 1 | prima serata   |                |                | 1 782 000      | 11,80%         |                |                |                |                |        |
| 22ª      | 2021 | Rai 1 | prima serata   |                |                | 2 298 000      | 14,00%         |                |                |                |                |        |
| 23ª      | 2022 | Rai 1 | prima serata   |                |                | 2 024 000      | 16,80%         |                |                |                |                |        |
| 24ª      | 2023 | Rai 1 | prima serata   |                |                | 2 109 000      | 14,70%         |                |                |                |                |        |
| 25ª      | 2024 | Rai 1 | prima serata   |                |                | 2 019 000      | 14,00%         |                |                |                |                |        |
| 26ª      | 2025 | Rai 1 | prima serata   |                |                | 2 084 000      | 19,10%         |                |                |                |                |        |

## Spin-off

### Una voce per Padre Pio... Nel mondo
Nel settembre del 2012 e 2013 venne realizzato uno spin off dell'evento intitolato Una voce per Padre Pio... Nel mondo, registrato a Toronto (Canada) e trasmesso in fascia pomeridiana su Rai 1.
| Edizione | Data              | Conduzione      | Co-conduzione          | Telespettatori | Share  | Città            |
| -------- | ----------------- | --------------- | ---------------------- | -------------- | ------ | ---------------- |
| 1ª       | 16 settembre 2012 | Massimo Giletti | Maddalena Corvaglia    | 1 600 000      | 15,59% | Toronto (Canada) |
| 2ª       | 22 settembre 2013 | Massimo Giletti | Romina Jolanda Carrisi | 1 387 989      | 12,67% | Toronto (Canada) |